# Henri Gelissen
Pour les articles homonymes, voir Gelissen.
Henri Caspar Joseph Hubert Gelissen, né le 15 mai 1895 à Venlo et mort le 20 mai 1982 Wassenaar, est une personnalité politique néerlandaise.

## Biographie
Henri Gelissen naît le 15 mai 1895 à Venlo.
Il devient ministre des Affaires économiques en 1935.
Il meurt le 20 mai 1982 à Wassenaar.